# أوت ديمارارا بيربيس
أوت ديمارارا بيربيس هي واحدة من مناطق غيانا. يحدها من الشمال أقاليم إيسيكويبو ديميرارا أوكسيدنتال آيلندز ، ديميرارا ماهاكا و ماهايكا بيربيس ، من الشرق ببيربيس شرقية كورانتين ، ومن الغرب مناطق بوتارو سيباروني و كويوني مازاروني .